# Sbeccamento

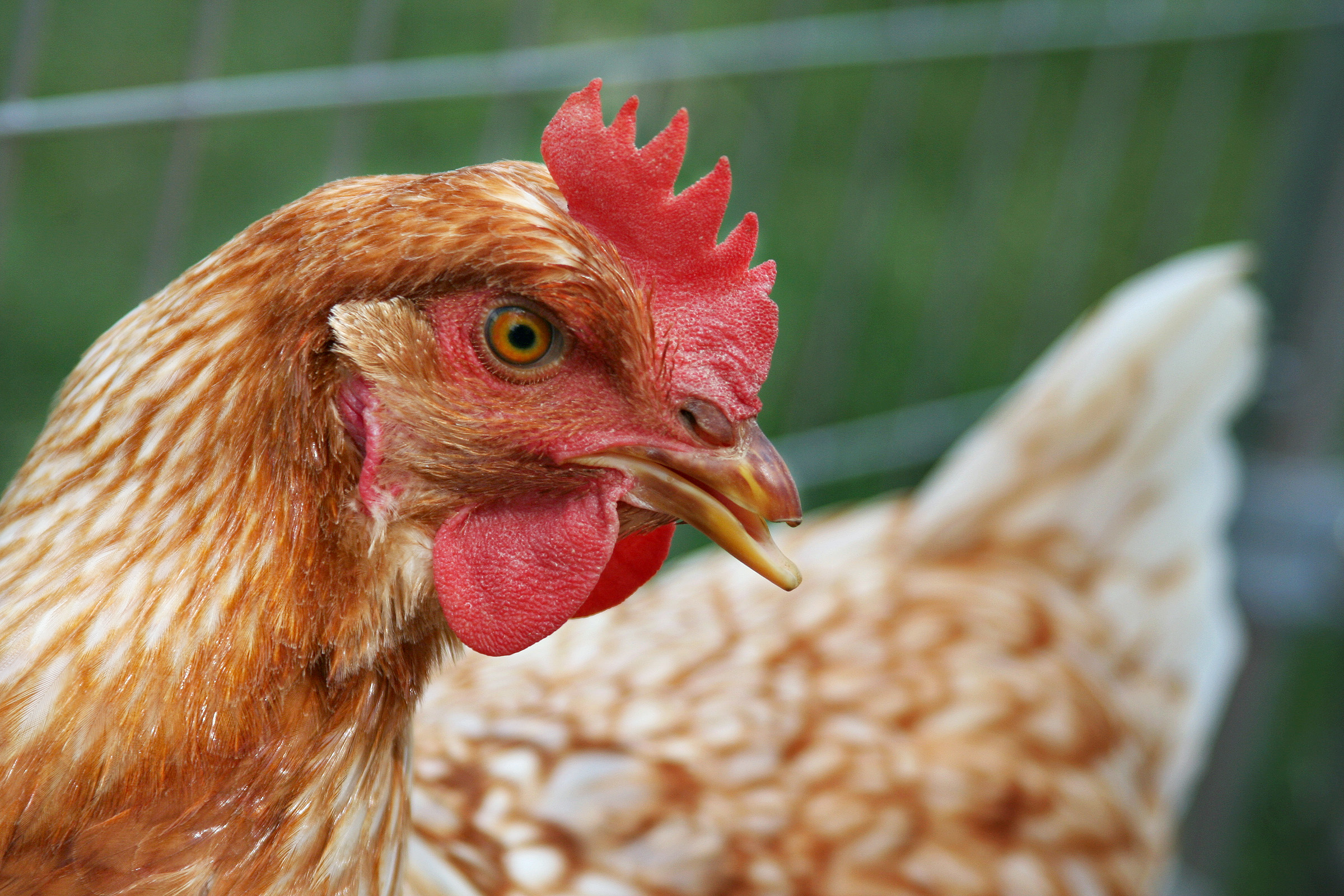
Un pollo adulto a cui è stato tagliato il becco quando era un pulcino

Lo sbeccamento, o debeaking (letteralmente, "rimozione del becco") o beak trimming ("accorciamento del becco"), è una pratica che può essere usata nell'allevamento intensivo di pollame, e consiste nella rimozione chirurgica di circa 1/3 del becco delle galline. Lo scopo del debeaking è quello di contrastare l'eventuale tendenza dei polli a beccarsi reciprocamente, fino al cannibalismo. Questa tendenza può insorgere per diversi motivi, quali eccessivo sovraffollamento o calore, e può portare a una mortalità del 25-30%.
Il debeaking è oggetto di numerose critiche di nature etica da parte dei movimenti animalisti (alcuni dei quali, come il PETA, si oppongono anche all'allevamento intensivo in generale). La tesi principale dei movimenti animalisti è che il debeaking sia molto doloroso per gli animali che lo subiscono. Che si tratti di una pratica dolorosa è in effetti scientificamente provato. Inoltre, alcuni movimenti animalisti hanno spesso attaccato le modalità impiegate in specifici allevamenti, per esempio accusando questi ultimi di eseguire l'operazione usando lame roventi o altri metodi giudicati particolarmente crudeli. Il PETA e altri gruppi hanno lanciato numerose campagne contro il debeaking; per esempio, la PETA ha ufficialmente chiesto a Burger King e altre catene di fast food di boicottare i produttori di carne di pollo che usano questa pratica nei loro allevamenti.
La pratica del debeaking è stata oggetto di normative in diversi paesi; nel Regno Unito, per esempio, il Ministero dell'Agricoltura, della Pesca e del Cibo ha emesso nel 1987 una raccomandazione che invita le aziende a far ricorso al debeaking solo come ultima risorsa.

## Storia

### XX secolo
Il taglio del becco è stato sviluppato presso la Ohio Agricultural Experiment Station negli anni '30. La tecnica originale era temporanea, tagliando circa 6 mm (1/4 di pollice) dal becco. Si pensava che la punta del becco non avesse afflusso di sangue e presumibilmente nessuna sensibilità.

Il cannibalismo è un grave problema di gestione che risale ai periodi precedenti alla diffusione dell'allevamento intensivo di pollame. I libri sul pollame scritti prima dell'integrazione verticale dell'industria avicola descrivono il beccare anomalo del pollame:
I pulcini e gli uccelli adulti che si beccano a vicenda fino a far uscire il sangue e poi si distruggono a vicenda con ulteriori beccate sono fonte di grandi perdite in molti stormi, soprattutto quando tenuti in cattività... La raccomandazione della Ohio Experiment Station di tagliare la punta del becco superiore si è rivelata efficace finché il becco non ricresce. 
Il cannibalismo ha due picchi nella vita di una gallina: durante il periodo di cova e all'inizio della deposizione delle uova. Il cannibalismo al momento della deposizione è generalmente il più dannoso e riceve la maggior parte dell'attenzione.

### XXI secolo
Nel XXI secolo, l'obiettivo è stato quello di sviluppare un taglio del becco più permanente (anche se potrebbe essere necessario ripetere il taglio), utilizzando lame riscaldate elettricamente in una macchina per il taglio del becco, per fornire un taglio auto-cauterizzante. Entro il 2012 c'erano quattro metodi ampiamente utilizzati per il taglio del becco: lama calda, lama fredda (comprese forbici o cesoie), elettrico (il Bio-beaker) e infrarossi. Gli ultimi due metodi di solito rimuovono solo la punta del becco e non lasciano una ferita aperta; quindi possono offrire miglioramenti nel benessere. Altri approcci come l'uso di laser, liofilizzazione e ritardo chimico sono stati studiati ma non sono ampiamente utilizzati. Il metodo a infrarossi dirige una forte fonte di calore nel tessuto interno del becco e dopo alcune settimane, la punta del becco superiore e inferiore muore e cade rendendo il becco più corto con punte smussate. Il Bio-beaker, che utilizza una corrente elettrica per bruciare un piccolo foro nella parte superiore del becco, è il metodo preferito per tagliare il becco dei tacchini. Il Farm Animal Welfare Council (FAWC) ha scritto riguardo al taglio del becco dei tacchini che il taglio a freddo era il metodo più accurato, ma che si verificava una sostanziale ricrescita del becco; sebbene il Bio-beaker limitasse la ricrescita del becco, era meno accurato. Si riteneva che il taglio a caldo fosse la procedura più angosciante per i tacchini.
Le linee guida UEP degli Stati Uniti suggeriscono che nelle razze di polli deponenti le uova, la lunghezza del becco superiore distale dalle narici che rimane dopo il taglio dovrebbe essere di 2–3 mm. Nel Regno Unito, il Farm Animal Welfare Council ha affermato: "La procedura accettata è quella di rimuovere non più di un terzo del becco superiore e inferiore o non più di un terzo del solo becco superiore", ma ha continuato raccomandando: "Quando viene eseguito il taglio del becco, dovrebbe, ove possibile, essere limitato alla punta del becco, ovvero all'ottundimento del becco per rimuovere la punta affilata che può essere la causa dei danni più gravi per gli altri uccelli".

## Legislazione

Leggi riguardanti il taglio del becco nel mondo: Blu - divieto nazionale di taglio del becco, Viola - alcuni divieti subnazionali sul taglio del becco, Rosso - il taglio del becco è legale, Grigio - nessun dato

In Europa, da decenni, si registra una tendenza al divieto del taglio del becco. Gli analisti prevedono che la pratica verrà gradualmente vietata in tutto il continente.
La legislazione dell’UE consente agli Stati membri di tagliare il becco al pollame secondo due regolamenti: la direttiva 1999/74/CE per le galline ovaiole consente il taglio del becco, mentre la direttiva 2007/43/CE per i polli da carne lo consente solo in determinati casi. Ad aprile 2019, si stimava che l’80% dei becchi delle galline ovaiole nell’UE fosse stato tagliato. 
| Paese         | Legale?  | Da     | Appunti                                              |
| ------------- | -------- | ------ | ---------------------------------------------------- |
| Australia     | Parziale |        | Illegale in ACT; Vic e NSW lo considerano un divieto |
| Austria       | NO       | 2000   | [ 17 ]                                               |
| Belgio        | SÌ       | –      | Regolamentato, considerato un divieto                |
| Canada        | SÌ       | –      | Regolamentato                                        |
| Cina          | SÌ       | –      | Non regolamentato                                    |
| Danimarca     | NO       | 2013–4 |                                                      |
| Finlandia     | NO       | 1986   |                                                      |
| Francia       | SÌ       | –      | Regolamentato                                        |
| Germania      | NO       | 2017   |                                                      |
| Lussemburgo   | SÌ       | –      | Regolamentato, considerato un divieto                |
| Paesi Bassi   | NO       | 2019   | Vietato dal 1º gennaio 2019.                         |
| Nuova Zelanda | SÌ       | –      | Regolamentato                                        |
| Norvegia      | NO       | 1974   |                                                      |
| Svezia        | NO       | 1988   |                                                      |
| Svizzera      | SÌ       | –      | Regolamentato, considerato un divieto                |
| Regno Unito   | SÌ       | –      | Regolamentato, considerato un divieto                |
| Stati Uniti   | SÌ       | –      | Regolamentato                                        |

### Australia
A partire da luglio 2019, il taglio del becco è vietato solo nell'Australian Capital Territory per mezzo dell'Animal Welfare Act 1992 (ACT) s 9C. Attualmente si discute in parlamento se il taglio del becco debba essere vietato a Victoria e nel Nuovo Galles del Sud. Un rapporto Voiceless del 2019 ha raccomandato al parlamento del NSW di vietare il taglio del becco e invece "[introdurre] condizioni ambientali arricchite, come lettiera e aree di pascolo adatte [per] incoraggiare l'interazione e la stimolazione mentale per le galline. Una migliore nutrizione, illuminazione e gestione dei parassiti possono anche aiutare a ridurre il beccaggio dannoso". In un sondaggio del 2015 condotto dalla Humane Society International Australia, il 91% degli intervistati ha affermato che le scatole delle uova allevate all'aperto dovrebbero mostrare se le galline sono state sottoposte a taglio del becco.

### Canada
Il taglio del becco è legale ma regolamentato in Canada. Il Codice di condotta avicolo del 2016 del National Farm Animal Care Council esorta a "fare ogni sforzo per gestire gli allevatori in modo che le alterazioni fisiche, come il taglio del becco, non siano necessarie"; se dovesse rivelarsi necessario, tuttavia, si raccomanda il trattamento a infrarossi rispetto al trattamento con lama calda.

### Cina
Nella Repubblica Popolare Cinese non esiste alcuna regolamentazione sul taglio del becco. Alcune aziende hanno deciso di eliminare volontariamente il taglio del becco, come Ningxia Xiaoming Farming and Animal Husbandry Co. Ltd.

### Francia
In Francia, il taglio del becco dei polli da cortile è autorizzata solo quando preserva la salute e il benessere degli animali, cioè limita i rischi di cannibalismo e di beccaggio. È autorizzata solo sui pulcini di età inferiore a 10 giorni destinati alla deposizione delle uova e deve essere effettuata da personale qualificato. Può quindi essere effettuata dagli allevatori e dagli agricoltori.

### Germania
Il ministro dell’agricoltura Christian Meyer ha annunciato che la Germania eliminerà gradualmente il taglio del becco entro il 2017 a causa di preoccupazioni per il benessere degli animali.

### Paesi Bassi
Il divieto di taglio del becco nei Paesi Bassi è stato annunciato per la prima volta nel 1996, ma a causa delle obiezioni del settore avicolo è stato ritardato per anni. Nel giugno 2013, il governo ha raggiunto un accordo tra allevatori di pollame e gruppi per il benessere degli animali per eliminare gradualmente il taglio del becco e proibirlo nel 2018. Il divieto di taglio è infine entrato in vigore il 1º gennaio 2019.

### Nuova Zelanda
Il taglio del becco, ufficialmente noto come "beak tipping" nella legge, è legale ma regolamentato in Nuova Zelanda. Il Codice del benessere delle galline ovaiole (ultimo aggiornamento 1 ottobre 2018) nota che il National Animal Welfare Advisory Committee (NAWAC) "incoraggia il settore a sviluppare sistemi di gestione per proteggere da tutte le forme di beccaggio dannoso senza la necessità di beak tipping". Il Codice raccomanda che "[siano] impiegate strategie alternative per gestire il beccaggio dannoso (delle piume) che riducano al minimo la necessità di beak tipping, ad esempio l'uso e la disponibilità di diverse risorse di foraggiamento". Nel caso in cui il beak tipping sia ritenuto necessario, tuttavia, richiede operatori competenti e formati, deve essere eseguito entro 3 giorni dalla schiusa (tranne in caso di emergenza sotto supervisione veterinaria) e non può rimuovere più di un quarto del becco superiore o inferiore.

### Paesi nordici
La Norvegia è stato il primo paese al mondo a mettere al bando il taglio del becco nel 1974, seguito dalla Finlandia nel 1986 e dalla Svezia nel 1988. Il taglio del becco è stato successivamente eliminato in Danimarca in due fasi: nel 2013 per il sistema di gabbie arricchite e nel 2014 per i sistemi di voliera e di allevamento all’aperto.

### Svizzera
In Svizzera il taglio del becco è legale ma regolamentato; si prevede che la pratica sarà vietata nel prossimo futuro. Sebbene l'uso delle gabbie per le galline ovaiole sia stato proibito nel 1992, nel 2000 il 59% dei greggi (il 61% delle galline) era ancora debeccato.

### Regno Unito
Il taglio del becco è legale ma regolamentato nel Regno Unito; si prevede che la pratica sarà vietata nel prossimo futuro. Nel 2011, il governo britannico ha istituito il Beak Trimming Action Group (BTAG) per esaminare la questione con i rappresentanti di diverse parti interessate, tra cui l'industria, il governo, i gruppi per il benessere degli animali e i veterinari. Un rapporto del BTAG di fine 2015 approvato dal ministro dell'agricoltura George Eustice ha concluso che vietarlo a gennaio 2016 sarebbe stato troppo presto poiché il settore aveva bisogno di più tempo per cambiare le sue tecniche di gestione al fine di evitare la pica delle piume, ma che il taglio del becco dovrebbe essere gradualmente eliminato in futuro. Il presidente del Laying Hen Welfare Forum Andrew Joret ha dichiarato a marzo 2020: "Un divieto sta arrivando. A mio parere, abbiamo al massimo cinque anni per prepararci. Dobbiamo elaborare modi per mantenere gli uccelli ben piumati e, se possibile, alla fine farlo senza il taglio del becco".

### Stati Uniti
Il taglio del becco è legale negli Stati Uniti, ma ci sono alcune normative: i produttori devono avere una politica di taglio del becco, non può essere impiegato per migliorare l'efficienza alimentare, ma può essere utilizzato per prevenire il cannibalismo. Il vicepresidente della Humane Society Paul Shapiro ha affermato che gli uccelli ricorrono al cannibalismo solo quando sono confinati e non hanno nulla da fare.

## Implicazioni sul welfare
Il taglio del becco può causare stress acuto e, possibilmente, dolore cronico dopo il taglio. La capacità di un uccello di consumare cibo è compromessa dopo il taglio del becco a causa della nuova forma del becco e del dolore. La maggior parte degli studi riporta una riduzione del peso corporeo e dell'assunzione di cibo dopo il taglio del becco; tuttavia, alla maturità sessuale o al picco di produzione di uova, i tassi di crescita sono solitamente normali. Le perdite di peso sono state ridotte nei pulcini a cui è stato tagliato il becco tramite infrarossi rispetto ai pulcini a cui è stato tagliato il becco con una lama calda.
Il dolore causato dal taglio del becco dipende dall'età in cui viene eseguito, dal metodo di taglio e dalla lunghezza del becco rimosso. Il taglio del becco nell'industria avicola di solito avviene senza anestesia a 1 giorno di età o quando i pulcini sono molto piccoli, ma può avvenire in età più avanzata se si verifica un'epidemia di pica delle piume e, in alcuni casi, gli uccelli possono essere tagliati il becco più volte. Il taglio del becco non è consentito nel Regno Unito sui polli da carne di età superiore a 10 giorni.

### Dolore acuto
Il becco è un organo complesso e funzionale con un'ampia riserva nervosa che include nocicettori che avvertono il dolore e gli stimoli nocivi. Questi verrebbero quasi certamente stimolati durante il taglio del becco, indicando fortemente che si sperimenterebbe un dolore acuto. Le prove comportamentali del dolore dopo il taglio del becco nei pulcini di galline ovaiole si sono basate sulla riduzione osservata del comportamento di beccata, sulla riduzione dell'attività e del comportamento sociale e sulla maggiore durata del sonno.
Nelle quaglie giapponesi, il taglio del becco mediante cauterizzazione ha causato un peso corporeo inferiore e un'assunzione di cibo inferiore nel periodo immediatamente successivo al taglio del becco. Le anatre mute con il becco tagliato hanno trascorso meno tempo a impegnarsi in comportamenti correlati al becco (pulirsi, mangiare, bere, beccare per esplorare l'ambiente circostante) e più tempo a riposare rispetto alle anatre con il becco non tagliato nei giorni immediatamente successivi al taglio. Queste differenze sono scomparse entro una settimana dal taglio. A una settimana dal taglio le anatre tagliate pesavano meno delle anatre non tagliate, ma questa differenza è scomparsa entro due settimane dal taglio. Tuttavia, non è chiaro se i suddetti cambiamenti nel comportamento derivino dal dolore o da una perdita di sensibilità nel becco.
È stato scoperto che la forza di beccata diminuisce dopo il taglio del becco nelle galline adulte, indicando forse che le galline stanno proteggendo un'area dolorosa da ulteriori stimoli. Tuttavia, la forza di beccata non differiva tra pulcini con o senza piccoli tagli del becco a 2-9 giorni di età, suggerendo che i pulcini con piccoli tagli del becco non provano dolore dal becco.

### Dolore cronico
Si pensa che il taglio del becco grave o il taglio del becco negli uccelli in età avanzata causino dolore cronico. Dopo il taglio del becco di galline più anziane o adulte, i nocicettori nel moncone del becco mostrano modelli anomali di scarica neurale, che indicano dolore acuto. I neuromi, masse aggrovigliate di germogli assonici gonfi in rigenerazione, si trovano nei monconi guariti degli uccelli il cui becco è stato tagliato a 5 settimane di età o più e negli uccelli con il becco tagliato gravemente. I neuromi sono stati associati al dolore fantasma negli amputati umani e sono stati quindi collegati al dolore cronico negli uccelli con il becco tagliato. Se il taglio del becco è grave a causa di una procedura impropria o viene eseguito in uccelli più anziani, i neuromi persisteranno, il che suggerisce che gli uccelli più anziani con il becco tagliato soffrono di dolore cronico, sebbene questo sia stato dibattuto.

### Benefici
I benefici del taglio del becco sono principalmente vantaggi per il benessere degli uccelli tenuti in spazi ristretti, alcuni dei quali sono direttamente correlati ad aumenti (o diminuzioni ridotte) nella produzione. Questi includono una riduzione del beccaggio delle piume e del cannibalismo, una migliore piumaggio (anche se trovano difficile lisciarsi le piume con i becchi accorciati, il che significa che non si puliscono bene), meno paura e nervosismo, meno stress cronico e una diminuzione della mortalità.

## Alternative
Sono state proposte diverse opzioni come possibili alternative al taglio del becco, tra cui la modifica della genetica del pollame domestico per ridurre le tendenze cannibalistiche. Per gli alloggi confinati in cui è possibile il controllo della luce riducendone l'intensità in modo che gli uccelli non possano vedersi facilmente riduce gli incontri antagonistici e il comportamento aggressivo. I dispositivi di arricchimento, introdotti in tenera età, come semplici oggetti appesi in un habitat, possono ridurre il comportamento aggressivo. La suddivisione della popolazione in gruppi più piccoli riduce il cannibalismo. Una corretta gestione del peso corporeo che eviti galline sottopeso riduce la probabilità che essi abbiano prolassi dell'ovidutto che porta al cannibalismo cloacale.